# Курок

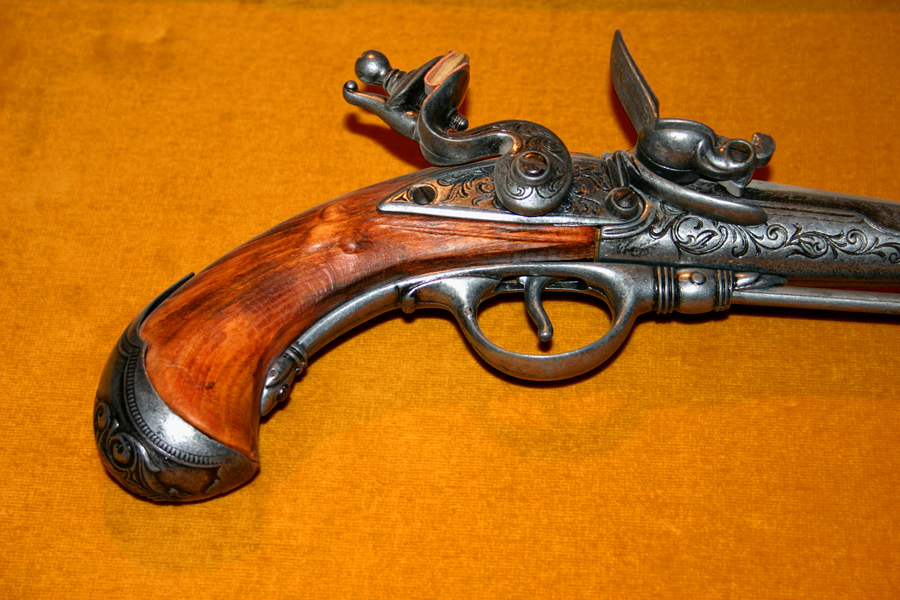
Курок старовинного пістоля із затиснутим кременем

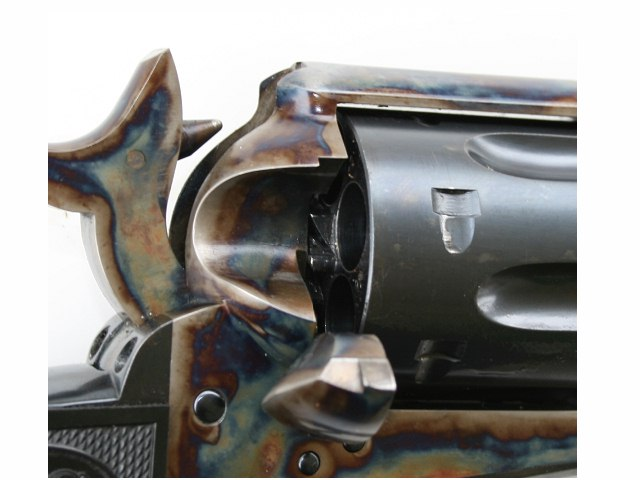
Курок револьвера Colt Single Action Army на запобіжному зводі

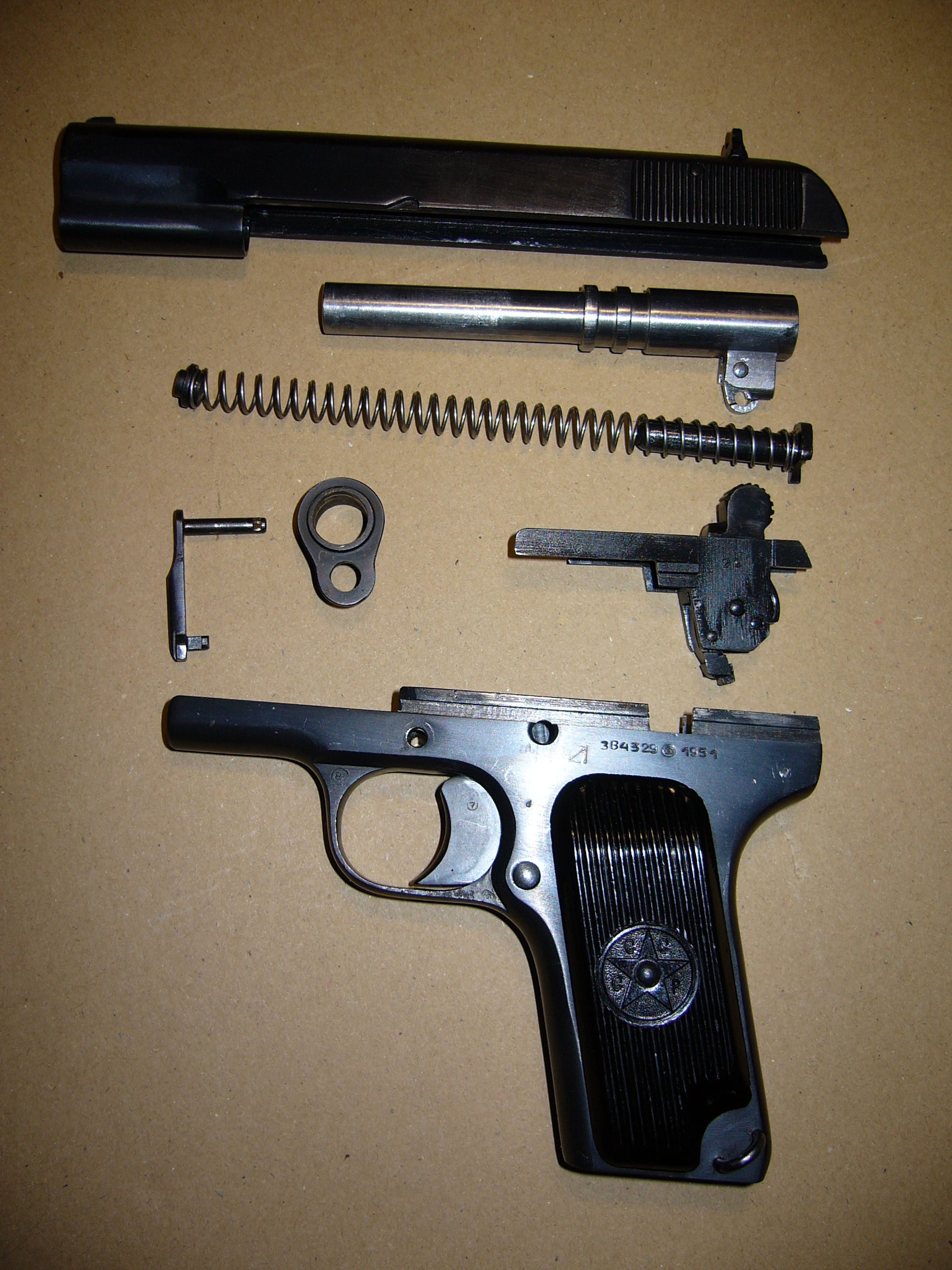
Курок розібраного пістолета ТТ (між бойовою пружиною й рамкою)

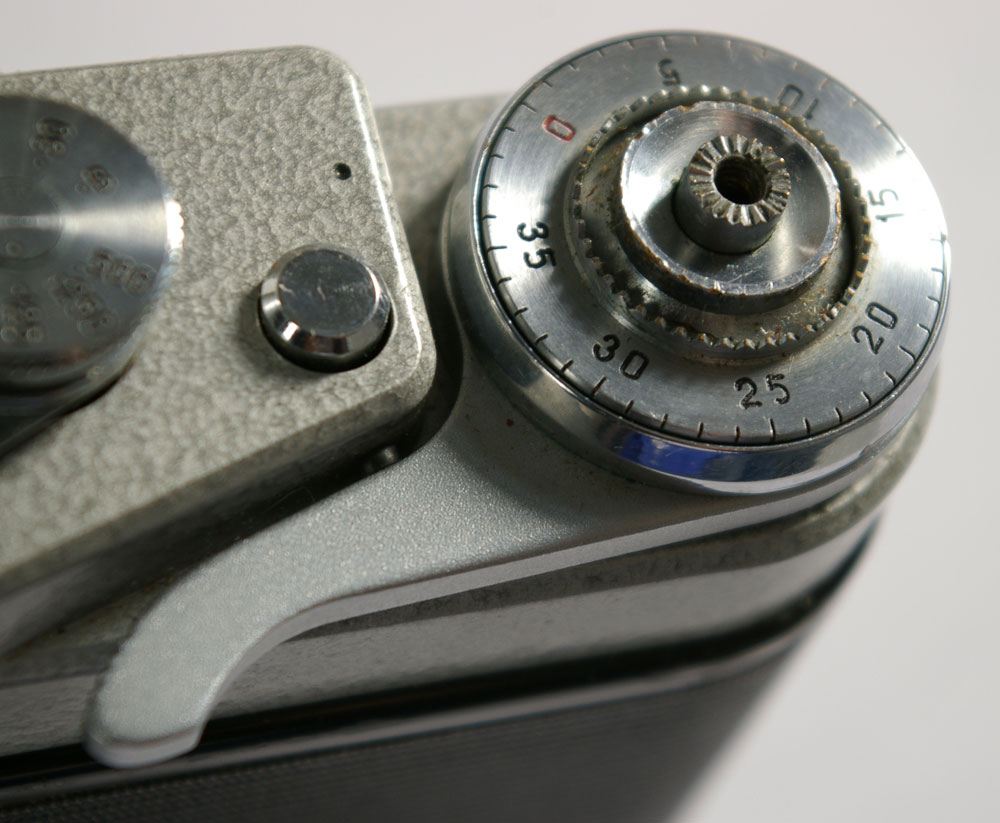
Курок фотоаппарата «Кристал»

Куро́к (від пол. kurek, дос. «півник», калька з нім. Hahn) — деталь ударно-спускового механізму у вогнепальній зброї, призначена для розбивання капсуля й здійснення пострілу.

## Опис
Курок найчастіше являє собою молоточок, що після спуску з бойового зводу повертається під дією бойової пружини й заподіює удар по капсулеві (безпосередньо або через ударник). Якщо курок безпосередньо вдаряє по капсулю (наприклад, на револьверах), то його передня частина, призначена для завдання удару, називається бойком.
У застарілих системах зброї роль курка дещо інша.
- У зброї з ґнотовим механізмом курок служить тримачем тліючого ґнота і, повертаючись на осі, притискає ґніт до запалювального отвору.
- У зброї з колісцевим механізмом і ударно-кременевим механізмом на курку закріплюється кремінь.

Розрізняють відкрите і приховане розташування курка в зброї. Перше трапляється на старовинних замках (ґнотових, ударно-кременевих, пістонних), револьверах, деяких самозарядних пістолетах і гвинтівках. Відкритий курок зазвичай має на тильній частині виступ (головку, спицю), яка дозволяє звести курок пальцем. У деяких зразках зброї, наприклад, у гвинтівці Мосіна, курком називається потовщення на задній частині ударника з захватом для пальців. У безкуркових конструкціях замість курка присутній ударник.

## Інші значення

### Курок і спусковий гачок
Словом «курок» у побутовому мовленні часто неправильно називають спусковий гачок, при натисканні на який ударно-спусковий механізм призводиться в дію. Можна почути вислів «натиснув на курок», хоча це помилково, правильними є вирази: «звести курок», «спустити курок» — вони належать до основного значення цього слова.

### У фотоапараті
Також курком називається схожий за формою важіль, наприклад важіль зводу затвора в фотоапараті.